# جرذ الأرز الغورغاسي
جرذ الأرز الغورغاسي (الاسم العلمي: Oryzomys gorgasi) (بالإنجليزية: Gorgas’ Oryzomys)‏ هو نوع من الحيوانات يتبع جنس جرذ الأرز من الفصيلة القدادية.